# Stig Brenner
Stig Brenner (precedentemente noto come Unge Ferrari), pseudonimo di Stig Joar Haugen (Hamar, 2 agosto 1990), è un rapper norvegese.

## Biografia
Stig Brenner si è fatto conoscere con l'EP d'esordio Til mine venner (2015), classificatosi 31º nella VG-lista, candidato per un Spellemannprisen e certificato oro dalla IFPI Norge per le 10 000 unità equivalenti. L'EP successivo Romeo må dø (2017) è arrivato alla 6ª posizione.
Midt imellom magisk og manisk (2018), album in studio d'esordio, ha esordito direttamente in cima alla classifica norvegese ed è stato candidato per lo Spellemannprisen all'album dell'anno. Nello stesso anno è avvenuta la pubblicazione del brano Jeg bruker ikke kondom, prima numero uno dell'artista nella hit parade nazionale.
Hvite duer, sort magi, reso disponibile nel maggio 2021, è stato il secondo progetto del rapper a raggiungere il vertice della graduatoria nazionale; l'LP, certificato platino per aver superato la soglia delle 20 000 unità, ha inoltre ricevuto tre nomination agli annuali Spellemannprisen.

## Discografia

### Album in studio
- 2018 – Midt imellom magisk og manisk
- 2021 – Hvite duer, sort magi

### EP
- 2015 – Til mine venner
- 2016 – Hva er vi nå/H.E.V.N. (con Tomine Harket)
- 2017 – Romeo må dø
- 2022 – BluesBrutterne (con Arif Murakami)
- 2023 – Det var aldri meg

### Singoli
- 2015 – Hvis du vil (con Tomine Harket)
- 2015 – Vanilje
- 2015 – Lianer
- 2016 – Nostalgi 3millioner (con Tomine Harket)
- 2016 – Alltid (con Tomine Harket)
- 2016 – Du fortjener å være alene (con Tomine Harket)
- 2016 – Scubadive (con Leslie Tay)
- 2017 – Ashanti
- 2017 – Panorama (con Lars Vaular)
- 2017 – D&G (con Cherrie)
- 2017 – Urettferdig (con Hkeem)
- 2017 – Hologram
- 2017 – BBB/Du bestemmer (con Arif Murakami)
- 2018 – Gøy (con Arif Murakami)
- 2018 – Ung & dum (con Coucheron)
- 2018 – Balkong
- 2018 – Bagasje (con Ylva)
- 2019 – KDVPM (con Hkeem)
- 2020 – Lukten av høst
- 2020 – Atlantern
- 2020 – Når alt ikke er nok (con Molly Sandén)
- 2021 – Fri
- 2021 – Bli her (con Ylva)
- 2021 – Kattepus (con Arif Murakami)
- 2022 – Utrolig (Someone Special)
- 2022 – Gutter snakker aldri sammen (con Arif Murakami)
- 2022 – Øyne i nakken (con Isah)
- 2023 – Har du glemt meg?
- 2023 – Bare mellom oss/For godt til å være sant
- 2024 – Let's Go (con Arif Murakami)
- 2025 – Bedre sånn (con Makosir)
- 2025 – Dumme Boys (con i Broiler e Arif Murakami)
- 2025 – Galopp (con Coucheron e Arif Murakami feat. May)
- 2025 – Meant2Be

### Collaborazioni
- 2023 – Månen (Tyr feat. Stig Brenner)